# Jérôme Bonnissel
Jérôme Bonnissel (Montpellier, 16 de abril de 1973) é um ex-futebolista profissional francês que atuava como lateral-esquerdo.

## Carreira
Bonnissel foi revelado pelo Montpellier, onde iniciou a carreira profissional em 1993, com 19 anos de idade. Jogou também por Deportivo La Coruña, Bordeaux, Rangers e Fulham, encerrando a carreira em 2006, após uma curta passagem de 6 meses pelo Olympique de Marseille.

## Seleção Francesa
Representou a Seleção Francesa de Futebol nas Olimpíadas de 1996, não sendo convocado em nenhuma oportunidade para representar a seleção principal dos Bleus.